# 莫纳市
莫纳（英語：Mona）是美国犹他州贾布县下属的一座城市。建市于1852年，面积大约为2.82平方英里（7.3平方公里），海拔约为4,970英尺（1,510米）。根据2010年美国人口普查，该市有人口1,547人。